# بارتولوميو غاستالدي
بارتولوميو غاستالدي (بالإيطالية: Bartolomeo Gastaldi)‏ هو جيولوجي وعالم أحفوريات إيطالي ولد في تورينو في العاشر من فبراير عام 1818 وتوفي فيها في الخامس من يناير عام 1879م.